# Heinrich Karl Brugsch
Heinrich Ferdinand Karl Brugsch (né le 18 février 1827 à Berlin - mort à Charlottenbourg le 9 septembre 1894), est un égyptologue prussien, connu pour avoir fondé le ZÄS, Zeitschrift für Ägyptische Sprache und Altertumskunde (Magazine pour la langue et l'archéologie égyptiennes) en 1863.

## Biographie
Très jeune, Heinrich Karl Brugsch étudie les papyri et inscriptions en démotique sur lesquels il publie son mémoire en 1843 intitulé Scriptura Ægyptiorum Demotica (L'écriture démotique des Égyptiens).
En 1853, le gouvernement prussien l’envoie en Égypte et durant les quatre années qui suivirent, Heinrich travaille avec Auguste Mariette à  Saqqarah, l’assistant dans la traduction des inscriptions du Sérapéum.
Heinrich fait ensuite office d'ambassadeur de Prusse en Perse lors d'une mission diplomatique en 1860, après quoi il est nommé consul au Caire en 1864.
En 1867, il obtient la chaire d’égyptologie à l'université de Göttingen.
Trois ans plus tard, il est l’invité du Khédive en Égypte et se voit attribuer le titre de Bey.
Ses nombreux séjours en Égypte (en 1853, en 1857-58, puis de 1864 à 1868) l'amènent en 1870 à diriger l'école d'égyptologie créée à Boulaq (près du musée) jusqu'à sa fermeture en 1879 et d'être honoré du titre de pacha en 1881.
Son frère Émile Charles Albert Brugsch le rejoignit pour le seconder.
Heinrich Brugsch s'est marié deux fois, avec Pauline Harcke en 1851 et Antonie Vestädnig en 1868.

## Publications
- Monuments de l'Égypte. 1re série, Monuments servant à la connaissance des notations astronomiques des anciens Égyptiens et donnant des renseignements pour leur calendrier, C. David, Berlin, 1857.
- Histoire d'Égypte dès les premiers temps de son existence jusqu'à nos jours, 1, L'Égypte sous les rois indigènes, J. C. Hinrichs, Leipzig, 1859.
- Historique d'Égypte, 1, Introduction, Histoire des dynasties I-XVII, J. C. Hinrichs, Leipzig, 1875.
- Avec F. L. Griffith et W. M. Flinders Petrie, Two hieroglyphic papyri from Tanis, Extra memoir of the Egypt exploration fund, Trübner, London, 1889.
- Religion und mythologie der Alten Egypter nach den Denkmalern, J. C. Hinrichs, Leipzig, 1891.